# Ліга чемпіонів ФІБА
Ліга чемпіонів ФІБА (англ. Basketball Champions League) — третій за силою клубний турнір, який проводиться щорічно серед баскетбольних клубів Європи під егідою ФІБА Європа.
Перший турнір пройшов у сезоні 2016/17 після нестабільної ситуації в баскетболі.

## Формат
В нинішньому форматі 40 команд беруть участь в основній сітці, 32 з яких кваліфікуються напряму, а 8 - через кваліфікацію. Ці 40 команд діляться на 5 груп. Перші чотири команди з кожної групи виходять до плей-оф напряму, до них додаються чотири кращих п'ятих місця. Команди, що займають 6 та 7 місця кожної групи можуть понизитися до Єврокубку ФІБА. В плей-оф кожен раунд грається у два матчі. Останні чотири команди, що залишаються, виходять до турніру фінальної четвірки, які виявляють переможці змагань.

## Переможці та призери
| Сезон | Місто                                | Переможець       | Друге місце        | Третє місце | Четверте місце  |
| ----- | ------------------------------------ | ---------------- | ------------------ | ----------- | --------------- |
| 2017  | Сан-Кристобаль-де-ла-Лагуна, Іспанія | Тенерифе         | Банвіт             | Монако      | Венеція         |
| 2018  | Афіни, Греція                        | АЕК              | Монако             | Мурсія      | Людвігсбург     |
| 2019  | Антверпен, Бельгія                   | Болонья          | Тенерифе           | Антверпен   | Бамберг         |
| 2020  | Афіни, Греція                        | Сан-Пабло Бургос | АЕК                | JDA Діжон   | Сарагоса        |
| 2021  | Нижній Новгород, Росія               | Сан-Пабло Бургос | Каршияка Баскет    | Сарагоса    | Страсбур        |
| 2022  | Більбао, Іспанія                     | Тенерифе         | Манреса            | Людвігсбург | Хапоель (Холон) |
| 2023  | Малага, Іспанія                      | Бонн             | Хапоель (Єрусалим) | Тенерифе    | Унікаха         |
| 2024  | Белград, Сербія                      | Унікаха          | Тенерифе           | Мурсія      | Перістері       |
| 2025  | Афіни, Греція                        | Унікаха          | Галатасарай        | АЕК         | Тенерифе        |